# Медрешти (Алба)
Медрешти (рум. Medrești) насеље је у Румунији у округу Алба у општини Соходол. Oпштина се налази на надморској висини од 914 m.

## Становништво
Према подацима из 2002. године у насељу је живело 4 становника.